# Conjectura fraca de Goldbach
Em teoria dos números, a conjectura fraca de Goldbach afirma que:
Todo número ímpar maior que 7 pode ser expresso como soma de três números primos ímpares.

Ou de forma equivalente:
Todo número ímpar maior que 5 pode ser expresso como soma de três números primos. (Sendo que é possível usar o mesmo número primo mais de uma vez nessa soma.)
Esta conjectura recebe o nome de "fraca" porque a conjectura forte de Goldbach sobre a soma de dois números primos, se demostrada, demonstraria automaticamente a conjectura fraca de Goldbach. Isto porque se cada número par maior que 4 é a soma de dois primos ímpares, se pode somar 3 aos números pares maiores que 4 para produzir os números ímpares maiores que 7.

## Resultados Parciais
Em 1923, Godfrey Harold Hardy e John Edensor Littlewood mostraram que, assumindo a Hipótese generalizada de Riemann, a conjectura fraca de Goldbach é verdadeira para todos números ímpares suficientemente grandes. Em 1937, o matemático Ivan Matvéyevich Vinogradov eliminou a dependência da hipótese de Riemann e provou diretamente que todos os números impares suficientemente grandes podem ser expressos como soma de três primos.
No entanto Vinogradov não pôde determinar com exatidão o que significava "suficientemente grande", seu aluno K. Borodzin demonstrou que 314.348.907 é um cota superior para o conceito de "suficientemente grande". Este número tem 6.846.169 dígitos, assim mostrar a conjectura em cada número menor que esta cota seria inviável com a tecnologia atual.
Em 2002, Liu Ming-Chit (Universidade de Hong Kong) e Wang Tian-Ze abaixaram essa cota para aproximadamente {\displaystyle n>e^{3100}\approx 2\times 10^{1346}}. O expoente continua muito grande para uma verificação computacional de todos os números menores. Pesquisas por computador têm apenas alcançado {\displaystyle 10^{18}} para a conjectura forte, e não mais que isso para a conjectura fraca. Contudo, esta limitação é pequena que qualquer ímpar sozinho abaixo do limite pode ser verificado por testes de primalidade como testes de primalidade com curvas elípticas, que mostram uma prova de primalidade e têm sido usadas em números com mais de 26.643 dígitos.
Em 1997, Deshouillers, Effinger, Te Riele e Zinoviev mostraram que a Hipótese generalizada de Riemann implica a conjectura fraca de Goldbach para todos os números. Este resultado combinou uma afirmação válida para números maiores que 1020 com uma extensiva pesquisa computacional de casos pequenos.
Leszek Kaniecki mostrou, assumindo a Hipótese de Riemann, que todo ímpar é a soma de no máximo cinco primos.

## Solução
Em 2012 e 2013, o matemático peruano Harald Helfgott publicou dois trabalhos alegando ter comprovado incondicionalmente a conjectura fraca de Goldbach. Em 2015, ganhou o Prêmio de Pesquisa Humboldt, concedido pela Fundação Alexander Van Humboldt.